# Kituro Rugby Club
Der Kituro Rugby Club ist eine belgische Rugby-Union-Mannschaft aus dem Brüsseler Vorort Schaerbeek.

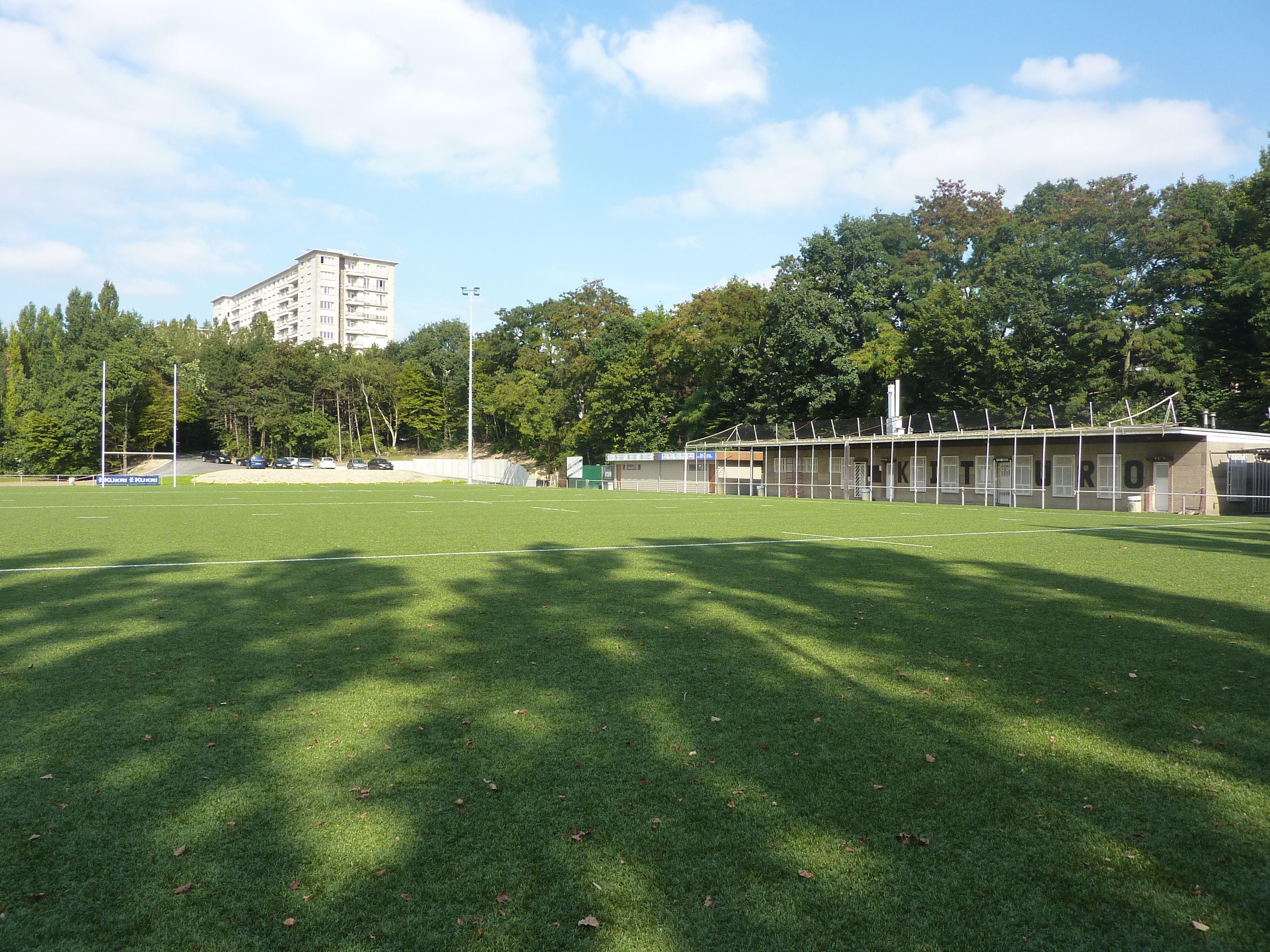
Kituro Rugby Club

Der Kituro RC wurde 1961 gegründet.

## Erfolge
- Meister: 1967, 1996, 2009 & 2011
- Coupe de Belgique: 1969, 1977, 1981, 1983, 1993, 1998